# أركان هوروز
أركان هوروز (بالتركية: Erkan Horoz)‏ ( ولد 18 مارس [التركية] 1980 , إسطنبول ) كاتب تركى وموسيقار.

## السيرة الذاتية
ولد في قرية باكير , إسطنبول في 13.3.1980 . وبعد إنهائه الابتدائية والإعدادية والثانوية تلقى تعليمه في أكاديمية بيرا للفنون الجميلة وغناء الأوبرا.
وفي السلسه المتقدمة عمل كمصور ومحرر في جريدة الاقتصاد الحديث . بدأ الاهتمام بالموسيقى والأدب والتصوير في سن مبكر. كان سيكون الميل إلى الكتابة أكبر سلاح مع مرور الوقت . ناقش المعضلات التي سقطت من اجل البنية الروحية للمجتمع في الشعر والمقالات المكتوبة . ناقش هذا الواقع الأشعار والمقالات التي إختزلت جوهر الحياة، باعتبار المؤلف الذي يفكر في لحظات الحياة والتناقضات . لم تنشر المقالات والقصائد لانها تحمل معانى ودلالات سلبيه من خلال الكثير من النشر. استمر في كتابة المقالات والقصائد بسرعة كبيرة، لكن يعتقد أن هذا هو مكان فن الكتابة.
كان يعمل طوال حياته في قطاعات الأعمال المختلفة، ولم يرتبط بأي مكان. بعد أن استمر التدريب لمدة 5 سنوات بأكاديمية غناء الأوبرا فاز باختبارات الأوبرا التي كانت مفتوحة في مؤسسة الإذاعة والتلفزيون التركية. ساهم في تجربة العديد من الحفلات الموسيقية وخشبة المسرح الموسيقين المشهوريين عالميا. وجد كتابين باسم «خاص والابتعاد & الاقتراب» الذين صدروا في السوق في إبريل 2013. بالإضافة إلى ذلك جعل دعاية للموسيقى وإعلان في ساحة ذاتية. وتستمر أعمال بريهيل التي أسست في عام 2007 كمجموعة أغاني روك في مجال كتابة وتلحين الهيفى متيل ،أصبح العازف الرئيسى لفريق برهيل الذي تأسس في عام 2007 .

## أعماله
1 . خاص (شعر) - 2013
2 . الاقتراب & الابتعاد (تجربة) - 2013
3 . خاص - 2013 